# صدف تخم‌مرغی غول‌پیکر
صدف تخم مرغی غول پیکر (نام علمی: Laevicardium elatum) نام یک گونه از تیره صدف راه‌راه است.